# Psilopogon nuchalis
Psilopogon nuchalis — вид дятлоподібних птахів родини бородастикових (Megalaimidae).

## Поширення
Ендемік Тайваню. Мешкає в лісах на висотах до 2800 м над рівнем моря.

## Опис
Дрібний птах, завдовжки 20 см. Оперення зеленого кольору. Голова та груди синього кольору. Над дзьобом, на грудях та шиї є червоні мітки. Горло гірчично-жовте. Чоло жовте. Над оком проходить чорна смужка. Дзьоб чорний, міцний.

## Спосіб життя
Харчується фруктами і комахами. Сезон розмноження триває з березня по серпень. Гніздо облаштовують у дуплі, яке спеціально видовбують у дереві. У кладці 2-3 яйця. Інкубація триває 14 днів. Пташенят годують двоє батьків.